# Холланд, Матильда, 3-я баронесса Холланд
Матильда (Мод) де Холланд (англ. Maud de Holand; приблизительно 1356 — 7 мая 1423) — английская аристократка, 3-я баронесса Холланд в своём праве (suo jure) с 1373 года. Была единственным ребёнком рано умершего Роберта де Холланда, старшего сына 2-го барона Холланда, и Элис де Лайл. После смерти деда унаследовала семейные владения и права на баронский титул. Приблизительно в 1372 году стала женой Джона Ловела, 5-го барона Ловела, в этом браке родились сыновья Джон, 6-й барон Ловел, и Роберт. Матильда пережила старшего сына, так что её наследником в качестве барона Холланда стал внук, Уильям Ловел.